# بوفالو بريفز
بوفالو بريفز (بالإنجليزية: Buffalo Braves)‏ كان فريق كرة سلة أمريكي للمحترفين تأسس في سنة 1970 وكان يقع في بوفالو. لعب في الرابطة الوطنية لكرة السلة من سنة 1970 إلى سنة 1978. تم تغيير مقره إلى سان دييغو وأصبح يعرف كـ «لوس أنجلوس كليبرز».